# Mucupurulent
Mucupurulent es una banda de grindcore alemana fundada en 1995, después de una demo autoeditada y el primer álbum Sicko Baby, lanzaron dos álbumes divididos con los entonces y ahora relativamente desconocidos Cabal de Francia e Infected Pussy. Estos álbumes no sólo eran Goregrind sino también Porngrind en términos de estilo y contenido. Estos lanzamientos les valieron un contrato con el reconocido sello Morbid Records, que lanzó los siguientes dos álbumes de Mucupurulent con un sonido cada vez más experimental que se alejaba del goregrind clásico. Mucupurulent es considerado los padres del estilo "Grind and Roll", debido a su particular influencia del rock clásico en sus álbumes posteriores.

## Discografía
Discos oficiales desde 1995
- 1995 – Bizarre Tales of the Abnormal (Demo)
- 1996 – Some Weired Christmassongs (Split-Tape with Malicious)
- 1996 – Sicko Baby (Subzero Records)
- 1997 – Pissed off Orgasm / Mucupurulent (Split-Tape, Delira Productions)
- 1998 – Remind the Bizarre (Split mit Cabal, Bizarre Leprous Production)
- 1999 – Horny Like Hell (Subzero Records)
- 2000 – Devilish, Dirty and Live! (Live-Splitalbum mit Infected Pussy, Fleshfeast Productions)
- 2002 – Mucubelching Beats (Coversongs, Splitalbum mit Belching Beet, Bizarre Leprous Productions)
- 2002 – Soul Reaver (Morbid Records)
- 2005 – Sicko Baby and More Babies (Necroharmonic/Morbid Wrath, Neuauflage des 1995er Demos und des 97er Debüts mit Bonus)
- 2006 – Bloodstained Blues (Morbid Records)
- 2010 – Monsters of Carnage (Rotten Roll Rex)
- 2011 – Horny Like Hell (Rotten Roll Rex, ReRelease von 1999 + Livemitschnitt von 1996 als Bonus)
- 2013 – Decadence Galore (Split w/ Ultimo Mondo Cannibale, Rotten Roll Rex)
- 2017 – Drenched In Blood (Rotten Roll Rex)
- 2018 – Gatefold 2x 12'' LP – Sicko Baby + Demo – 2x 12" Vinyl (Rotten Roll Rex)